# کاکولا
کاکولا (به لاتین: Cacula) یک منطقهٔ مسکونی در آنگولا است که در استان اوئیلا واقع شده‌است. کاکولا ۳٬۴۴۵ کیلومتر مربع مساحت و ۱۳۶٬۹۷۷ نفر جمعیت دارد.